# Mathématisme

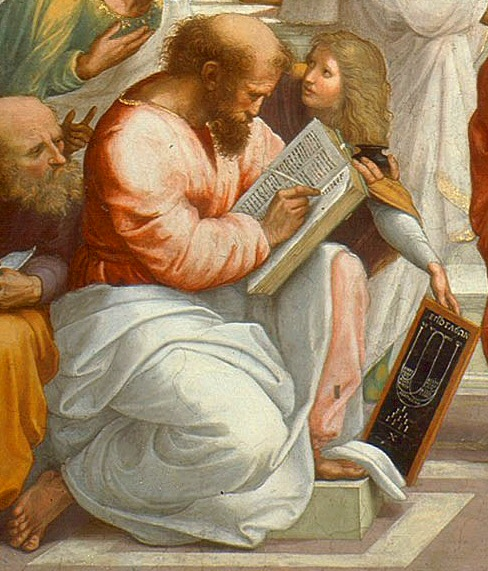
Détail de Pythagore avec une tablette de ratios, nombres sacrés pour les Pythagoriciens, tiré de L'École d'Athènes de Raphaël. Palais du Vatican, Rome, 1509

Le mathématisme désigne toute opinion, point de vue, école de pensée ou philosophie qui affirme que tout peut être décrit, défini ou modélisé par les mathématiques, ou que l'univers et la réalité (matérielle et mentale/spirituelle) sont fondamentalement, entièrement ou uniquement mathématiques, c'est-à-dire que tout est mathématique, ce qui nécessite de faire appel à la logique, la raison, la pensée et l'esprit.

## Aperçu
Le mathématisme est une forme d'idéalisme rationaliste ou de monisme mentaliste/spiritualiste). L'idée a fait ses débuts en Occident avec le pythagorisme de la Grèce antique et s'est poursuivie dans d'autres écoles de pensée rationalistes idéalistes comme le platonisme. Le terme "mathématisme" a d'autres significations chez les philosophes et les mathématiciens cartésiens idéalistes, comme la description de la capacité et du processus d'étudier la réalité mathématiquement,.
Le mathématisme comprend (sans s'y limiter) les éléments suivants (dans l'ordre chronologique): 
- Le pythagorisme : Selon Pythagore "toutes les choses sont des nombres" et "Les nombres règlent tout" (bien que les mathématiciens contemporains excluent la numérologie du mathématisme).
- Le platonisme
- Le néopythagorisme
- Le néoplatonisme a apporté la logique mathématique aristotélicienne au platonisme.
- Le cartésianisme (René Descartes a appliqué le raisonnement mathématique à la philosophie)[3].
- Le spinozisme : l'ouvrage principal de Spinoza est l'Éthique ou Ethica More Geometrico Demonstrata, littéralement "Éthique démontrée suivant l'ordre des géomètres".
- Le leibnizianisme
- L' hypothèse de l'univers mathématique de Max Tegmark décrite comme étant un mélange de pythagorisme et de platonisme.
- Le projet de Tim Maudlin sur les "mathématiques philosophiques", un projet visant à construire "...une structure mathématique rigoureuse en utilisant des termes primitifs qui permettent un ajustement naturel avec la physique" et à étudier "...pourquoi les mathématiques devraient fournir un langage aussi puissant pour décrire le monde physique "[4]. Selon Maudlin, " la réponse la plus satisfaisante à une telle question est : parce que le monde physique a littéralement une structure mathématique[4].

## Ouvrages
- Robert Blanché, La Science physique et la réalité : réalisme, positivisme, mathématisme, Presses universitaires de France, 1948
- dir. Jean-Louis Allard, Le mathématisme de Descartes, Presses de l'Université d'Ottawa, 1963